# Strada di grande comunicazione Firenze-Pisa-Livorno
La strada di grande comunicazione Firenze-Pisa-Livorno (SGC FI-PI-LI) è una strada regionale italiana ed è una delle più importanti vie di comunicazione della Toscana.
Orientata in senso est-ovest, è localizzata nel Valdarno inferiore e scorre per 99,305 km. Percorre la città metropolitana di Firenze e le province di Pisa e Livorno, collegandone i capoluoghi.
È composta da un tratto principale diretto a Livorno che termina nel porto, mentre nel territorio comunale di Casciana Terme Lari si distacca invece la sua diramazione per Pisa che prosegue nel raccordo autostradale di Pisa che la collega con l'autostrada A12 a San Piero a Grado, permettendo inoltre di raggiungere l'Aeroporto di Pisa-San Giusto.
È collegata con l'autostrada A1 a Scandicci e con l'A12 e la variante Aurelia della SS 1 a Collesalvetti.

## Caratteristiche

### Classificazione

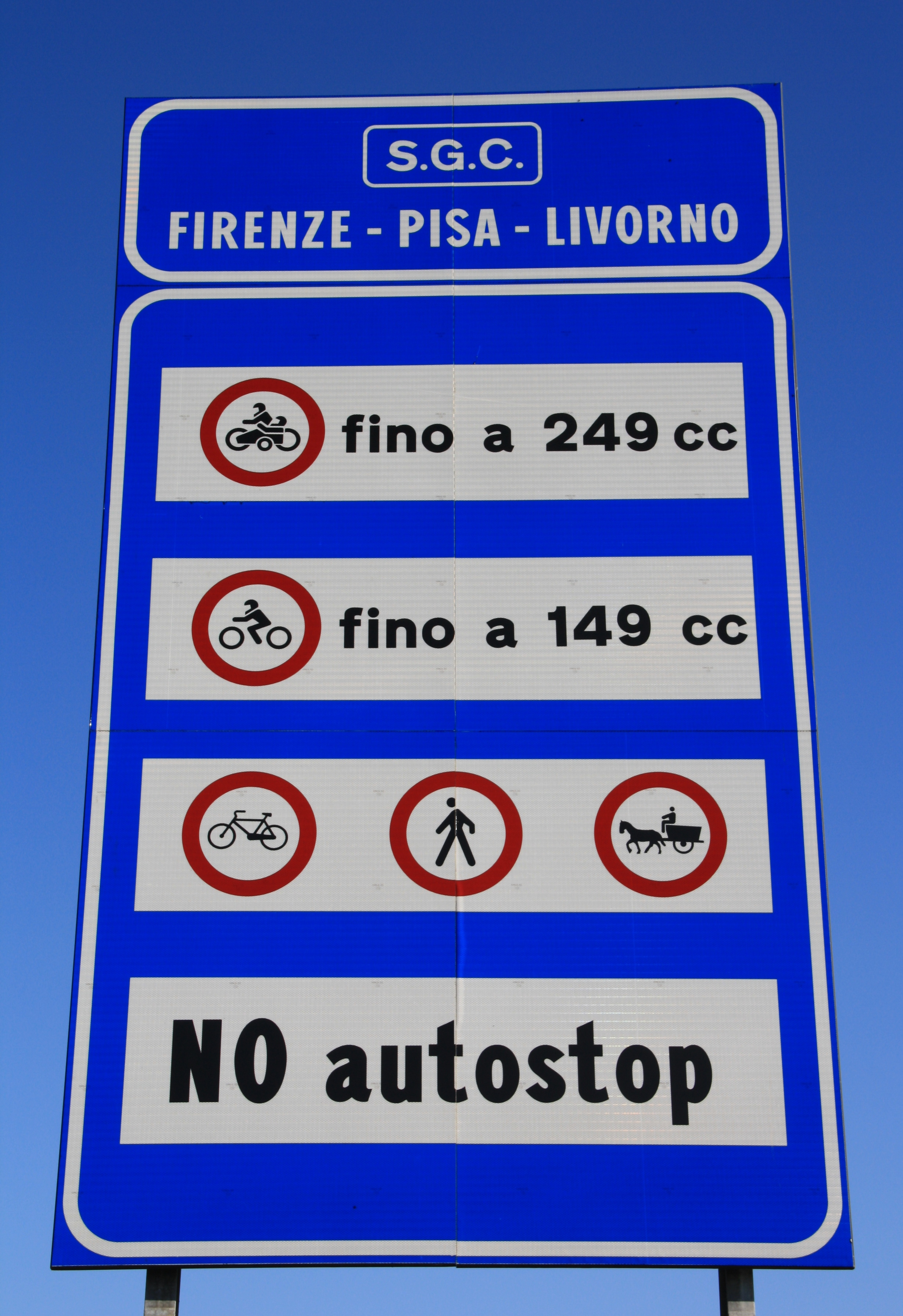
La segnaletica verticale con le limitazioni al transito

Essendo stata concepita sulla base di requisiti di sicurezza meno stringenti di quelli attualmente in vigore l'Anas il 21 luglio 1993 riscontrava l'incompatibilità della FI-PI-LI con la classificazione di strada extraurbana principale introdotta dal nuovo codice della strada, a causa della non conformità delle banchine stradali su circa metà del percorso e dell'assenza delle corsie di decelerazione e accelerazione nelle piazzole di sosta. La sua classificazione tecnica è quindi di strada extraurbana secondaria, sebbene si tratti di una strada a doppia carreggiata con quattro corsie di marcia e sia vietato il transito ai pedoni, ai veicoli a trazione animale, ai motocicli con cilindrata fino a 149 cc e alle motocarrozzette fino a 249 cc.
Amministrativamente è una strada regionale, l'ente proprietario è pertanto la Regione Toscana nonostante la gestione sia affidata alla città metropolitana di Firenze in base a una convenzione sottoscritta il 21 marzo 2002 tra loro e le province di Pisa e Livorno.
Assieme alla Superstrada Pedemontana Veneta, l'autostrada Catania-Siracusa e l'autostrada Sistiana-Rabuiese è una delle quattro strade che ha ricevuto in via definitiva una classificazione formata solo da lettere e non alfanumerica.

### Sicurezza
Il limite massimo di velocità è di 90 km/h, ridotto a 70 km/h in alcuni brevi tratti, mentre sul raccordo autostradale Pisa - Autostrada A12 è pari a 110 km/h. Sono presenti 12 autovelox fissi installati nel 2007, gestiti direttamente dalle province di competenza. Due di essi sono stati sostituiti nel 2022 da degli apparecchi radar. La mobilità è sorvegliata dalla polizia stradale.
La strada è dotata di sbarre mobili nelle rampe degli svincoli di entrata, utili ad impedire l'accesso all'infrastruttura in caso di incidenti e code.
Nel corso del 2014 sono state installate 26 webcam per la sorveglianza e 13 sensori Bluetooth per il rilevamento del traffico. Sono poi in via di installazione una decina di strumenti di misura meteorologici.

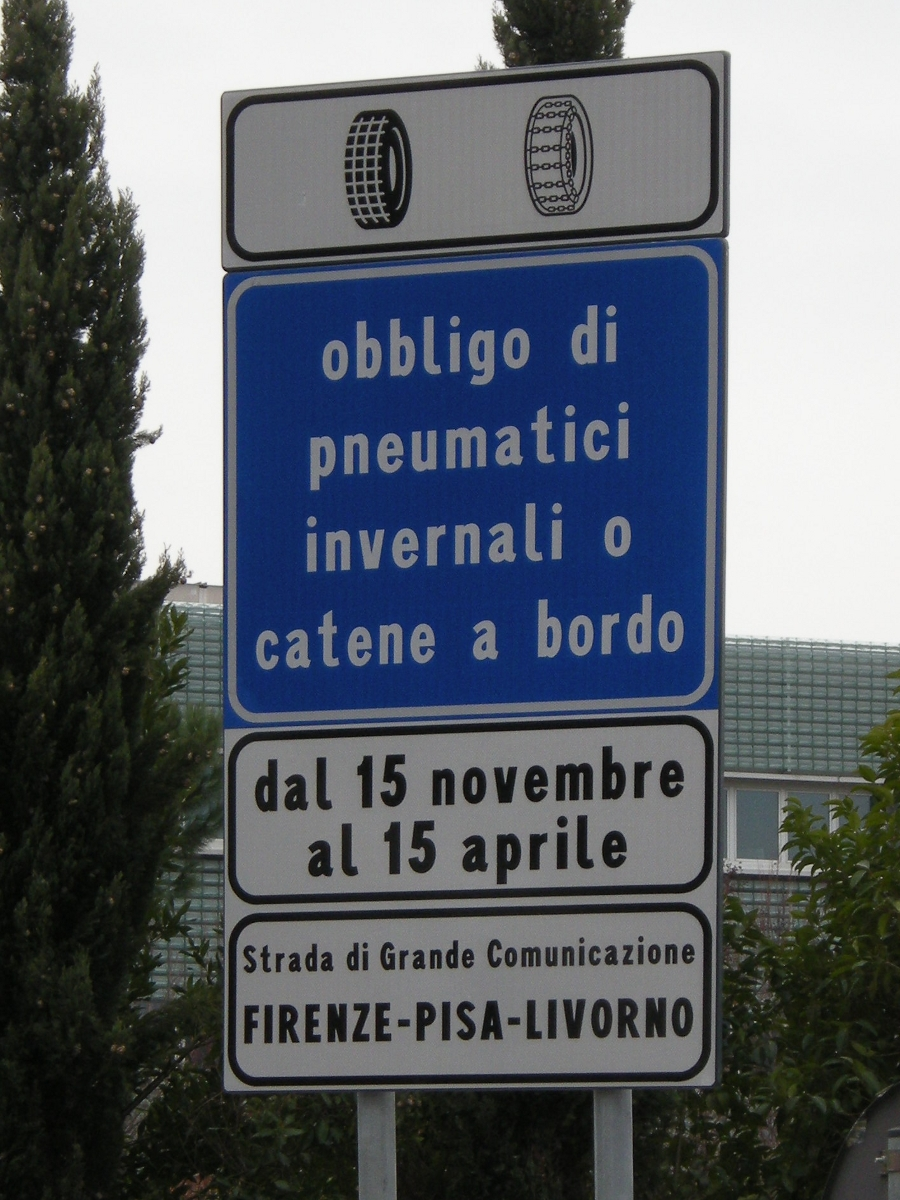
Il segnale di obbligo di catene a bordo

In seguito agli eventi meteorologici del 2009 e del 2010 è stato imposto l'obbligo di catene a bordo o pneumatici invernali dal 15 novembre al 15 aprile.

### Gestione
La strada non fu inclusa nel novero delle strade di interesse nazionale, di cui al decreto del presidente del Consiglio dei ministri del 21 febbraio 2000, ma tra quelle di interesse regionale. Di conseguenza, l'Anas cedette la FI-PI-LI alla Regione Toscana. Ciascuna provincia interessata dal tracciato della FI-PI-LI e solo per i lavori resisi necessari subito dopo il passaggio di funzioni, ha curato la progettazione e la realizzazione degli interventi di messa in sicurezza.
Dal 1º ottobre 2001 al 31 marzo 2003 la gestione e la manutenzione è comunque rimasta all'Anas.
Dal 1º aprile 2003 la direzione grandi assi viari della provincia di Firenze ha appaltato la gestione delle sue competenze ad una associazione temporanea di imprese denominata Global Service, tra le quali Autostrade per l'Italia, Società Autostrada Ligure Toscana, Pavimental e Spea Engineering. Nel febbraio 2013 è stato emanato il bando di gara per l'assegnazione del servizio di manutenzione sulla strada. Il nuovo capogruppo, AVR S.p.A., ha dislocato un proprio nuovo centro di manutenzione a Empoli.

## Storia
- Anni 1960: ideazione e progettazione;
- Fine anni 1960: inizio lavori per la realizzazione del primo tratto Montelupo Fiorentino-Empoli;
- 1970: inaugurato il tratto Montelupo Fiorentino-Empoli;[17][18]
- 1980: inaugurato il tratto Ginestra Fiorentina-Montelupo Fiorentino;[17]
- 1985: inizio lavori per il prolungamento verso Firenze;
- 1986: inizio lavori per il prolungamento verso Pisa e Livorno;[18]
- 1987: terminato tratto Ginestra Fiorentina-Lastra a Signa;
- 1990: in occasione del campionato mondiale di calcio 1990, il tratto Firenze-Pisa è completato;[17]
- metà anni novanta: completato il tratto Firenze-Livorno;[17]
- 2004: realizzato il tratto finale in corrispondenza del porto di Livorno.[17]

### Genesi
La progettazione della strada risentì di una sottostima dei volumi di traffico e dei fattori di carico che sarebbero sorti nei decenni successivi, ed era in linea con i requisiti tecnici e di sicurezza dell'epoca, inferiori di molto rispetto a quelli attuali. L'obiettivo che si posero i progettisti degli anni sessanta fu di realizzare una superstrada che non prevedesse la presenza dello spartitraffico, delle corsie di emergenza e neppure delle banchine stradali.
L'Anas delibera la costruzione il 31 gennaio 1967: la strada nasce non solo come infrastruttura parallela e più meridionale dell'autostrada A11 ma punta anche a velocizzare il collegamento con la costa tirrenica passando per la Valdelsa, itinerario precedentemente garantito dalla strada statale 67 Tosco-Romagnola, ne segue infatti un percorso quasi coincidente nel tratto da Pisa a Firenze.

### Costruzione e manutenzione
Fin dall'entrata in servizio del primo tratto, apparve in tutta la sua drammatica evidenza l'inadeguatezza della strada a ricoprire quel ruolo di arteria regionale che molti avevano auspicato. Negli anni ottanta furono numerosi e gravi gli incidenti nel tratto Firenze-Empoli, dovuti, essenzialmente, alla continua degenerazione del fondo stradale: soprattutto in condizioni meteo avverse, il sottile strato di asfalto si sfaldava letteralmente per portare alla luce il sottostante strato di inerti, rendendo estremamente cedevole ed inconsistente il fondo stradale. La pericolosità della strada era ulteriormente accresciuta dalla mancanza di un adeguato sistema di divisione tra le carreggiate, installato solo a seguito di alcuni gravi sinistri frontali.
Per risolvere tale drammatica situazione, si pensò ad una serie di accorgimenti, aggiustamenti e modifiche da apportare alla strada. In tale quadro, vennero installate barriere Jersey e si procedette alla radicale ricostruzione del fondo stradale, ridisegnando anche il profilo altimetrico delle carreggiate per consentire il deflusso delle acque piovane verso l'esterno. Così facendo, il coefficiente di pericolosità della strada diminuì in modo sensibile.
Sfortunatamente, non fu possibile intervenire sulla larghezza della strada che, pertanto, ha continuato a presentare corsie di larghezza molto ridotta. In tale quadro, con il progressivo aumentare degli ingombri delle autovetture e, soprattutto, degli autocarri, la sicurezza della circolazione ne ha risentito, costringendo l'ente proprietario a limitare la velocità massima di circolazione dei veicoli ed impedendo la classificazione di tale arteria come strada extraurbana principale.
Negli anni 80 iniziarono i lavori per prolungare la strada verso Pisa e Livorno, ma per qualche tempo la strada rimase ferma alle Capanne di Montopoli, con gravi disagi per la popolazione de La Rotta, frazione di Pontedera,  che si trovava la Tosco Romagnola invasa dal traffico. L'avvicinarsi del campionato mondiale di calcio 1990 fece riprendere i lavori, completando il tratto Firenze-Pisa nel 1990. La diramazione per Livorno fu finita nel 1995.

### Interventi successivi
La conclusione dell'arteria avvenne il 18 dicembre 2003, 34 anni dopo l'inizio dei lavori, con l'inaugurazione del ponte mobile in corrispondenza dello sbocco del canale dei Navicelli sul Mar Tirreno. Con tale tratto terminale l'estensione della strada è passata da 97,666 km agli attuali 99,305 km. Lo stesso fu però interdetto il 27 marzo 2008 a seguito di una frana ed è stato riaperto solo il 18 giugno 2020, dopo 12 anni dedicati al ripristino.
Nel corso del 2005 l'infrastruttura è stata dotata di 47 pannelli a messaggio variabile, 19 lungo la tratta (siti su 14 portali dotati di sensori per il traffico e telecamere) e 28 nelle pertinenze degli accessi. Sono composti da schermi a matrici di punti, tre righe da 15 spazi mostrano i caratteri tipografici mentre il pannello a sinistra consente di riprodurre i pittogrammi, ai lati sono presenti due lanterne gialle lampeggianti. Il sistema è stato inaugurato il 4 agosto dello stesso anno ed è stato inizialmente controllato da Autostrade per l'Italia.
L'11 marzo 2006 è stato aperto il nuovo svincolo che consente di accedere direttamente all'autostrada A1. Precedentemente per raggiungere la stessa era necessario passare per l'uscita di Scandicci e per il casello autostradale Firenze Signa. Il nuovo svincolo precede di 600 metri quello per Scandicci, rimasto aperto al traffico per poter raggiungere soltanto l'omonimo centro abitato. Il vecchio casello è stato chiuso e rimpiazzato da quello di Firenze Scandicci, contestualmente l'area del vecchio Firenze Signa è stata riqualificata da Autostrade per l'Italia con la creazione di una strada urbana dotata di piste ciclabili: è stata inaugurata il 27 maggio 2016 e intitolata al referendum istituzionale del 1946.
Il 29 dicembre 2006 è stato inaugurato, alla presenza del presidente della provincia di Firenze Matteo Renzi, un nuovo ulteriore svincolo a servizio della città di Empoli, che è andato ad aggiungersi alle precedenti uscite Empoli Est ed Empoli Ovest.

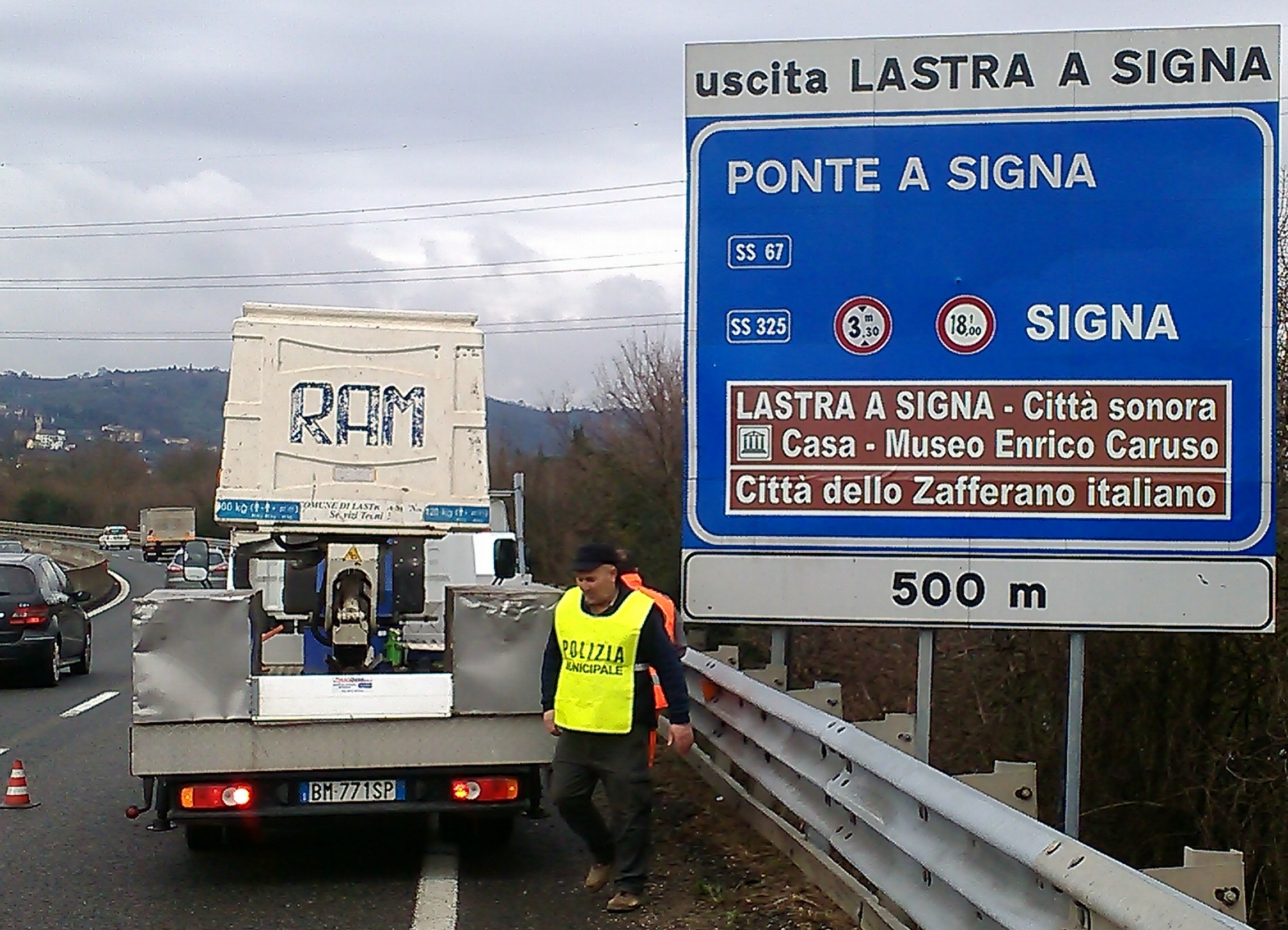
I nuovi segnali turistici a Lastra a Signa

Il 4 febbraio 2014 è stata apposta la segnaletica turistica nel cartello di preavviso dell'uscita di Lastra a Signa per promuovere il Museo Enrico Caruso e il turismo del comune stesso.
Il 22 agosto 2018 a Cascina, sulla diramazione per Pisa, si è verificato il crollo del cartello a bandiera situato alla biforcazione per Firenze e Livorno, in seguito ad un intenso temporale. Conseguentemente è stata aperta un'indagine da parte della procura di Pisa ed è stata sottoposta a sequestro tutta la segnaletica verticale dello stesso tipo senza però essere rimpiazzata, lasciando i pali privi delle indicazioni.
Tra il 2022 e il 2023 è stata migliorata la viabilità del raccordo di collegamento tra l'uscita di Ponte a Greve e il viadotto del ponte all'Indiano a Firenze, realizzando un'ulteriore corsia di marcia e una nuova rotatoria.
Il 13 febbraio 2023 sono invece incominciate le operazioni di sostituzione delle barriere antirumore e di contestuale costruzione della corsia di emergenza nel tratto iniziale tra Firenze e Scandicci.

### Ipotesi future
Per risolvere, o almeno ridurre, i numerosi e frequenti problemi (incidenti, code e rallentamenti sono quasi quotidiani) sono state immaginate alcune ipotesi come la terza corsia in alcuni brevi tratti, la corsia d'emergenza in alcuni punti o il pedaggio per i mezzi pesanti per incentivarli a prendere l'autostrada A11. Queste ipotesi presentano notevoli problemi di realizzazione ed è impossibile l'allargamento della strada lungo tutta la sua lunghezza, sia per i costi e i tempi insostenibili sia perché bisognerebbe ricostruire alcuni cavalcavia che sovrastano la superstrada e allargare alcune gallerie e viadotti della superstrada stessa. 

### Ipotesi di pedaggio
Un'altra ipotesi era di trasformare la Fi-Pi-Li in un'autostrada a pedaggio e finanziare i lavori di adeguamento con gli introiti, ma questa soluzione è stata scartata anche per le proteste di coloro che la usano tutti i giorni per andare al lavoro. Probabilmente la soluzione migliore sarebbe quella di migliorare alcuni tratti della Tosco-Romagnola per renderla più scorrevole, in modo da usarla in alternativa alla Fi-Pi-Li per gli spostamenti medio-brevi dei pendolari.

## Percorso
Città metropolitana di Firenze

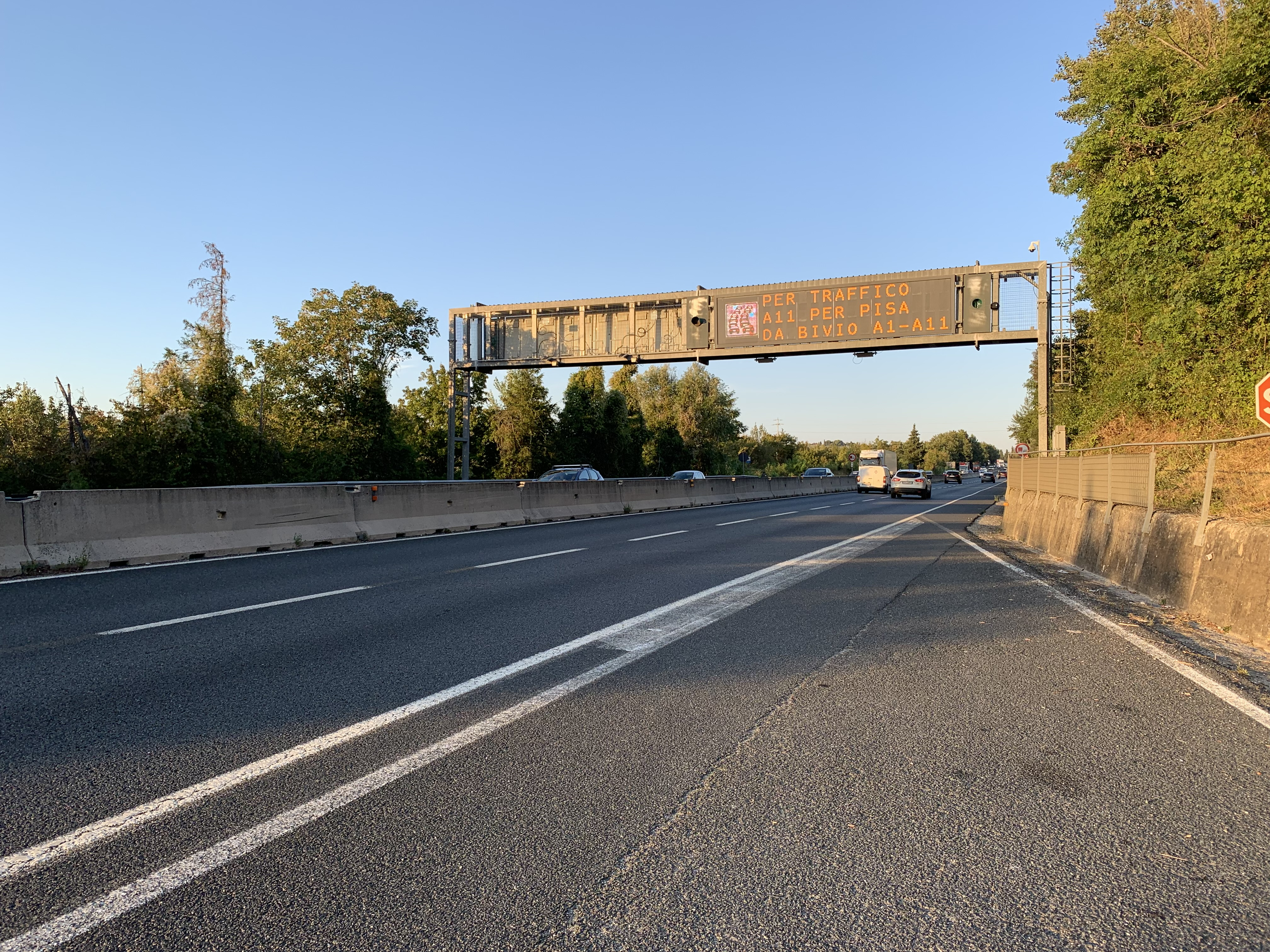
La FI-PI-LI tra Lastra a Signa e Ginestra Fiorentina, in direzione Firenze

L'arteria inizia nel rione di San Lorenzo a Greve del quartiere 4 del capoluogo toscano come prosecuzione di viale Etruria, scavalca con un viadotto la Greve e già dopo circa 400 m dall'origine consente di raggiungere il ponte all'Indiano, nonché il collegamento con l'autostrada del sole. Sempre nell'hinterland fiorentino si trovano poi le uscite per raggiungere prima Scandicci e poi Lastra a Signa.

Numerazione usata nelle progressive chilometriche

Da qui e fino a Montelupo Fiorentino (passando per Ginestra Fiorentina) la strada si stende su un territorio collinare, con pendenze massime del 5% e andamento curvilineo.
L'arteria raggiunge poi la città di Empoli, servita da ben tre svincoli, Empoli Est, Empoli ed Empoli Ovest.
Provincia di Pisa

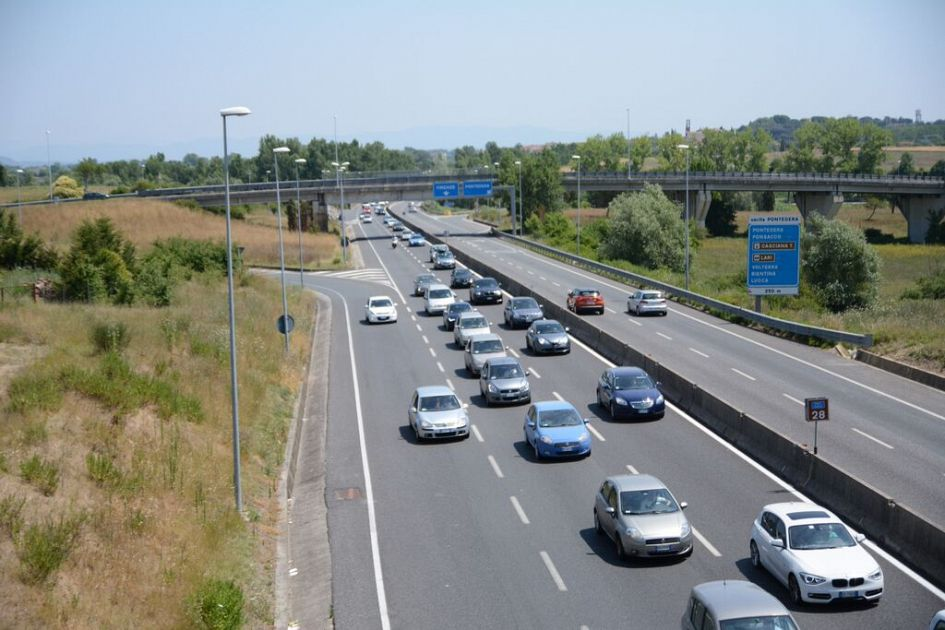
La FI-PI-LI tra Pontedera e Ponsacco, in direzione Pisa/Livorno

Con un viadotto scavalca l'Elsa nel territorio di San Miniato, al confine naturale con la provincia di Pisa. Raggiunge poi il distretto conciario di Santa Croce sull'Arno mediante gli svincoli di Santa Croce sull'Arno e di Montopoli in Val d'Arno, prosegue poi verso ovest fino a Pontedera e Ponsacco. Nelle vicinanze di Lavaiano si distacca la diramazione diretta a Pisa, il tratto principale attraversa comunque anche Crespina Lorenzana prima di entrare nella provincia di Livorno, passando nelle vicinanze della frazione di Lavoria.
La diramazione per Pisa tocca, oltre all'omonimo comune, quello di Cascina. Dopo lo svincolo di Cascina, viaggiando verso Pisa si trova quello di Navacchio e infine la strada raggiunge Pisa, servita da quattro uscite, Pisa Nord-Est, Pisa Aeroporto, Pisa e Pisa Ovest. Nella carreggiata opposta (verso Firenze) le uscite di Pisa sono tre, Ovest, Aeroporto e Nord-Est.  
Provincia di Livorno
Qui la strada scorre nei soli territori comunali di Collesalvetti prima e di Livorno poi, transitando parallela allo scolmatore dell'Arno. Tra i centri abitati presenti nelle immediate vicinanze della strada ci sono Vicarello, Mortaiolo (dove è interconnessa con l'autostrada Azzurra) e Guasticce, nonché le zone industriali dell'interporto toscano Amerigo Vespucci e di Stagno (ove interseca la variante Aurelia). Permette di raggiungere Livorno mediante due svincoli, dopodiché termina con una biforcazione nel porto, consentendo di raggiungere le due darsene toscane est e ovest.

## Tracciato
Tratto principale
|                |                                                        |      |      |          |
| Tipo           | Indicazione                                            | ↑km↑ | ↓km↓ | Province |
|                | Firenze (viale Etruria)                                | 0,0  | 81,5 | FI       |
|                | Viadotto Indiano Ponte a Greve Pisa nord Prato Pistoia | 0,4  | 81,1 | FI       |
|                | Bologna-Roma Pisa nord Genova-Livorno                  | 2,6  | 78,9 | FI       |
|                | Scandicci                                              | 3,2  | 78,3 | FI       |
|                | Lastra a Signa                                         | 5,8  | 75,7 | FI       |
|                | Ginestra Fiorentina                                    | 15,2 | 66,3 | FI       |
|                | Montelupo Fiorentino                                   | 19,6 | 61,9 | FI       |
|                | Empoli Est                                             | 21,9 | 59,6 | FI       |
|                | Empoli                                                 | 27,0 | 54,5 | FI       |
|                | Empoli Ovest                                           | 29,4 | 52,1 | FI       |
|                | San Miniato                                            | 35,0 | 46,5 | PI       |
|                | Santa Croce sull'Arno                                  | 38,3 | 43,2 | PI       |
|                | Montopoli in Val d'Arno                                | 44,1 | 37,4 | PI       |
|                | Pontedera                                              | 50,5 | 31,0 | PI       |
|                | Pontedera - Ponsacco                                   | 55,5 | 26,0 | PI       |
|                | Diramazione per Pisa                                   | 58,5 | 23,0 | PI       |
|                | Lavoria Lari - Casciana Terme Crespina Lorenzana       | 62,0 | 19,5 | PI       |
|                | Vicarello                                              | 67,2 | 14,3 | LI       |
|                | Genova Firenze Roma                                    | 69,2 | 12,3 | LI       |
|                | Interporto Toscano "A. Vespucci" Est                   | 72,3 | 9,2  | LI       |
|                | Interporto Toscano "A. Vespucci" Ovest                 | 75,3 | 6,2  | LI       |
|                | Genova Firenze Livorno Grosseto                        | 76,2 | 5,3  | LI       |
|                | Stagno                                                 | 77,0 | 4,5  | LI       |
|                | Livorno Porto Mediceo                                  | 79,4 | 2,1  | LI       |
|                | Tirrenia Livorno                                       | 80,0 | 1,5  | LI       |
|                | Darsena Toscana Ovest Darsena Toscana Est              | 81,0 | 0,5  | LI       |
| [ 29 ] [ D 5 ] |                                                        |      |      |          |

Diramazione per Pisa (compreso tratto autostrada A12)
|                |                                                              |      |      |           |
| Tipo           | Indicazione                                                  | ↑km↑ | ↓km↓ | Provincia |
|                | Cascina                                                      | 63,2 | 15,7 | PI        |
|                | Navacchio                                                    | 68,1 | 10,8 | PI        |
|                | Pisa Nord-Est Strada statale 12 Strada statale 206 Cisanello | 71,5 | 7,4  | PI        |
|                | Pisa Aeroporto G. Galilei Stazione                           | 75,2 | 3,7  | PI        |
|                | Pisa centro Via Aurelia Torre di Pisa Pisa                   | 75,8 | 3,1  | PI        |
|                | Pisa ovest Darsena Pisana Torre di Pisa R. Anconetani        | 75,9 | 3,0  | PI        |
|                | Inizio tratto autostradale                                   | 76,0 | 2,9  | PI        |
|                | Marina di Pisa-Tirrenia Mare Porto Camp Darby                | 78,5 | 0,4  | PI        |
|                | Barriera Pisa Centro                                         | 78,8 | 0,1  | PI        |
|                | Genova - Roma                                                | 78,9 | 0,0  | PI        |
| [ 29 ] [ D 5 ] |                                                              |      |      |           |

## Infrastrutture

### Aree di servizio

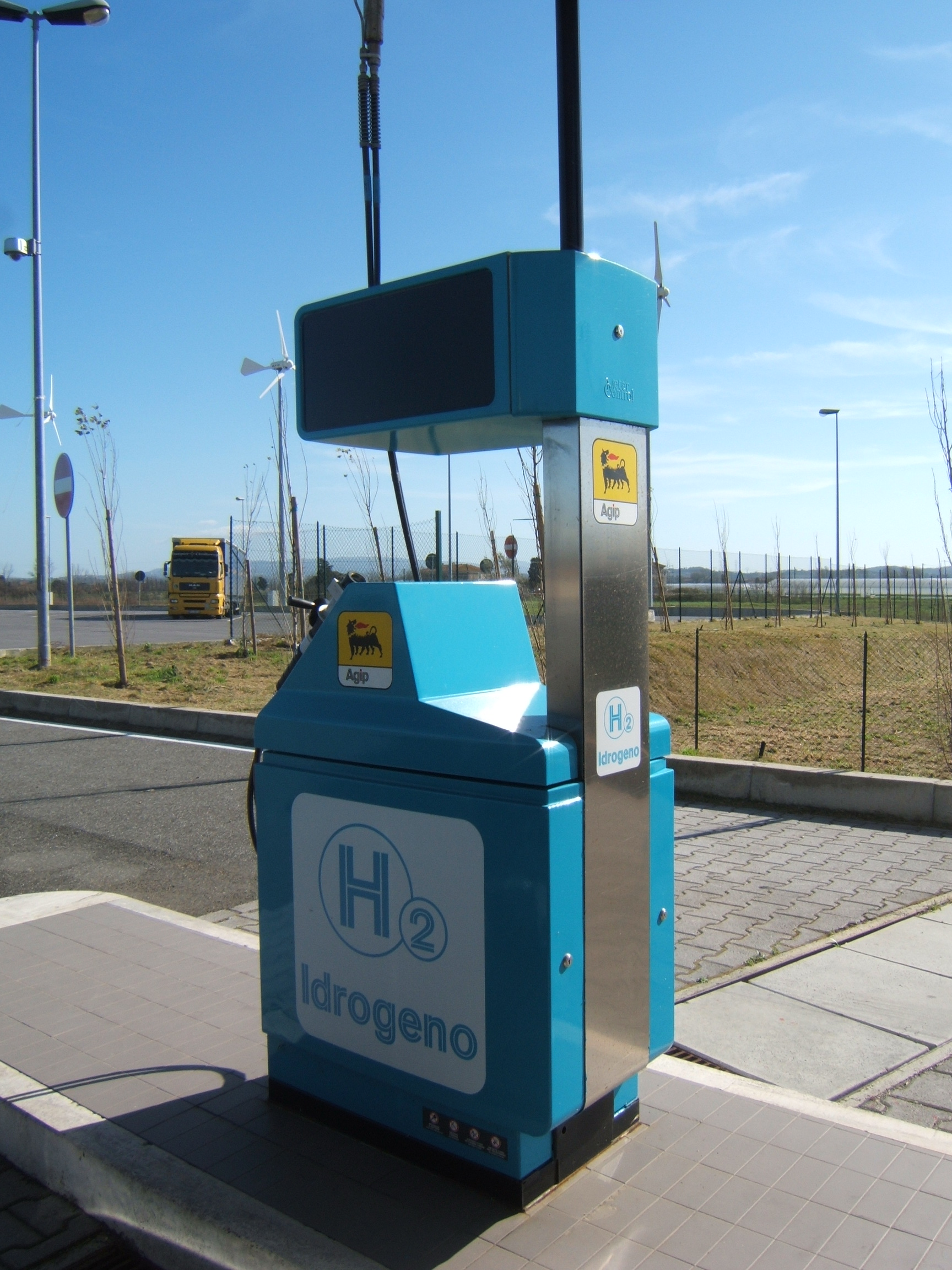
L'impianto di erogazione sperimentale di idrogeno presso l'area di servizio di Grecciano Sud (non più in funzione)

Tratto principale
|                      |      |      |           |
| Nome                 | ↑km↑ | ↓km↓ | Provincia |
| Lastra a Signa       | 10,2 | -    | FI        |
| Montelupo Fiorentino | -    | 65,1 | FI        |
| San Miniato          | -    | 48,5 | PI        |
| Valdera              | 54,1 | -    | PI        |
| Santa Lucia          | -    | 27,4 | PI        |
| Gello                | 56,5 | -    | PI        |
| Pontedera Nord       | -    | 24,7 | PI        |
| Grecciano Nord       | 64,6 | -    | LI        |
| Grecciano Sud        | -    | 16,9 | LI        |
| Mortaiolo Nord       | 69,4 |      | LI        |
| Mortaiolo Sud        | -    | 10,8 | LI        |
| [ 32 ]               |      |      |           |

Diramazione per Pisa
|                |       |      |           |
| Nome           | ↑km↑  | ↓km↓ | Provincia |
| Cascina Nord   | 63,5  | -    | PI        |
| Cascina Sud    | -     | 13,4 | PI        |
| Titigano Ovest | 70,35 | -    | PI        |
| Titignano Est  | -     | 8,55 | PI        |
| [ 32 ]         |       |      |           |

### Gallerie
Tratto principale

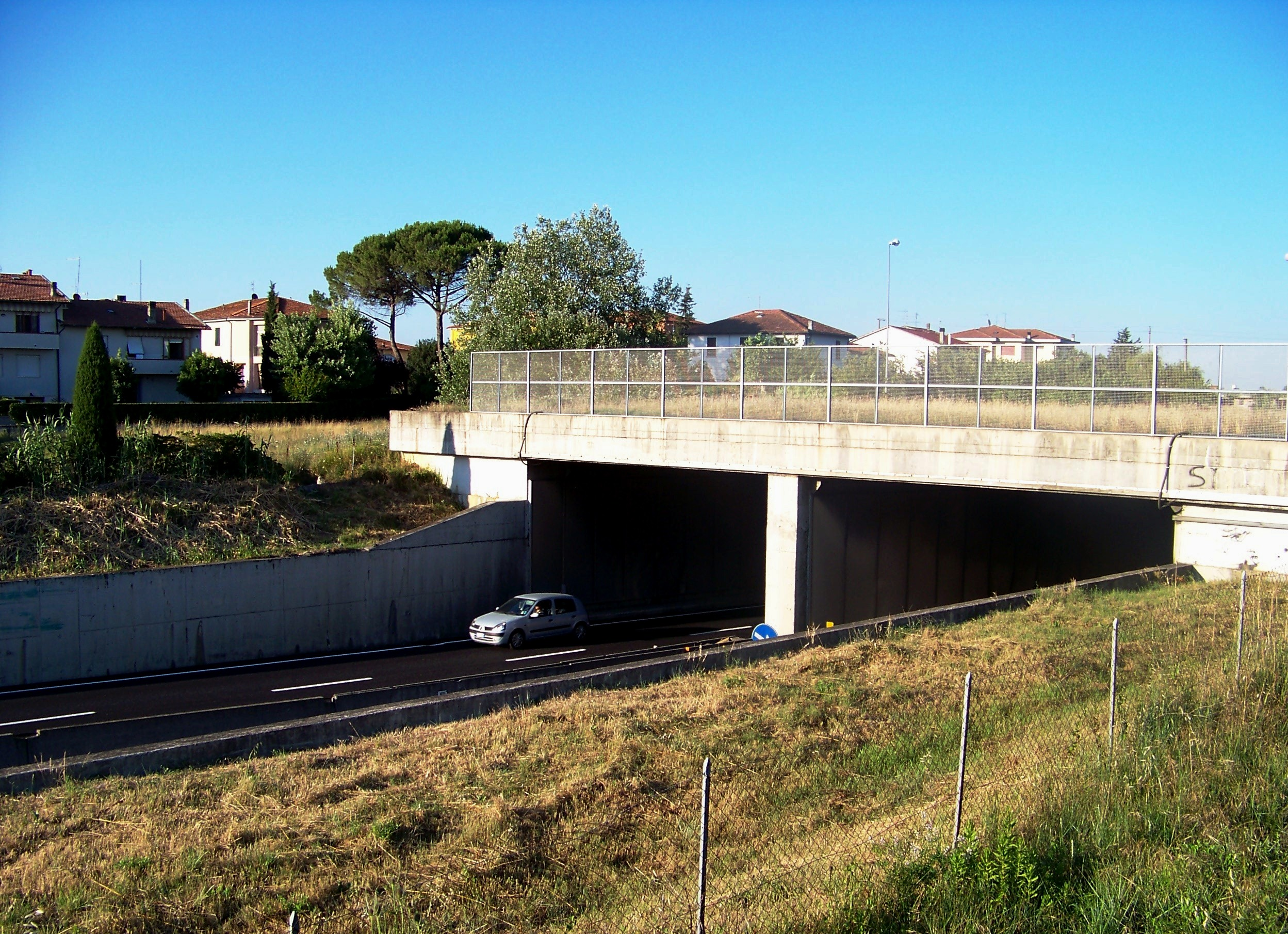
La galleria Romito a Pontedera

Nel tratto intermedio, dove lambisce le colline nella zona di Pontedera, la strada presenta alcune brevi gallerie e passa sopra alcuni corti viadotti, non molto alti rispetto al piano di campagna sottostante.
|            |             |           |      |      |           |
| Nome       | Tipo        | Lunghezza | km   | km   | Provincia |
| San Romano | artificiale | 87 m      | 39,6 | 39,7 | PI        |
| Belvedere  | artificiale | 88 m      | 46,6 | 46,7 | PI        |
| Vallicelle | artificiale | 47 m      | 47,0 | 47,0 | PI        |
| Romito     | artificiale | 268 m     | 51,5 | 51,8 | PI        |

### Viadotti
Tratto principale
La diramazione Ponsacco - Livorno è quasi completamente costruita su viadotto, alto pochi metri sul piano di campagna sottostante.
|                 |           |      |      |           |
| Nome            | Lunghezza | km   | km   | Provincia |
| Greve           | 860 m     | 0,3  | 1,2  | FI        |
| San Colombano   | 530 m     | 4,4  | 4,9  | FI        |
| Il Grillaio     | 246 m     | 14,0 | 14,3 | FI        |
| Topole          | 105 m     | 15,5 | 15,7 | FI        |
| Turbone         | ~ 200 m   | 17,2 | 17,4 | FI        |
| Via Cappuccini  | 142 m     | 24,9 | 25,1 | FI        |
| Ferrovia        | 312 m     | 27,5 | 27,9 | FI        |
| Elsa            | 238 m     | 29,6 | 29,9 | FI        |
| Dogaia          | 84 m      | 31,4 | 31,5 | PI        |
| San Bartolomeo  | 58 m      | 36,4 | 36,5 | PI        |
| Egola           | 84 m      | 37,3 | 37,4 | PI        |
| Giunchetto      | 130 m     | 38,9 | 40,1 | PI        |
| Rio Fontana     | 200 m     | 41,3 | 41,5 | PI        |
| Borro Cinese    | 70 m      | 41,9 | 42,0 | PI        |
| Botraccio       | 85 m      | 42,3 | 42,4 | PI        |
| Varramista      | 200 m     | 44,3 | 44,5 | PI        |
| Belvedere       | 102 m     | 41,8 | 41,9 | PI        |
| Vallicelle      | 68 m      | 47,1 | 47,1 | PI        |
| La Rotta        | 400 m     | 47,5 | 48,0 | PI        |
| Montecastello   | 236 m     | 48,5 | 48,8 | PI        |
| Era             | 680 m     | 52,5 | 53,2 | PI        |
| Gello           | 432 m     | 55,3 | 55,8 | PI        |
| Zannone         | 661 m     | 60,0 | 60,7 | PI        |
| Crespina        | 612 m     | 60,9 | 61,6 | PI        |
| Orcina          | 553 m     | 62,5 | 63,1 | PI        |
| Isola           | 650 m     | 66,1 | 66,7 | LI        |
| Tora            | 4500 m    | 70,9 | 74,5 | LI        |
| FS Roma-Pisa    | 588 m     | 78,5 | 79,1 | LI        |
| Scolmatore Arno | 235 m     | 59,3 | 59,6 | LI        |

## Nella cultura di massa
- La strada dà il nome al festival cinematografico FI-PI-LI Horror Festival, dedicato al cinema dell'orrore.[36]